# IC 3658
IC 3658 је елиптична галаксија у сазвјежђу Береникина коса која се налази на листи објеката дубоког неба у Индекс каталогу.
Деклинација објекта је + 14° 42' 4" а ректасцензија 12h 41m 20,6s. Привидна величина (магнитуда) објекта IC 3658 износи 13,9 а фотографска магнитуда 14,9. IC 3658 је још познат и под ознакама CGCG 99-110, VCC 1876, PGC 42558.